# Nevermind: It's an Interview
Nevermind It's an Interview je jediné oficiálně vydané cd s rozhovory se členy kapely Nirvana. Dnes je album ceněné zejména mezi sběrateli, jelikož bylo vylisováno jen symbolické množství výtisků. Obsahuje i nahrávky skladeb, většinou však neúplné.